# Harleserbeek

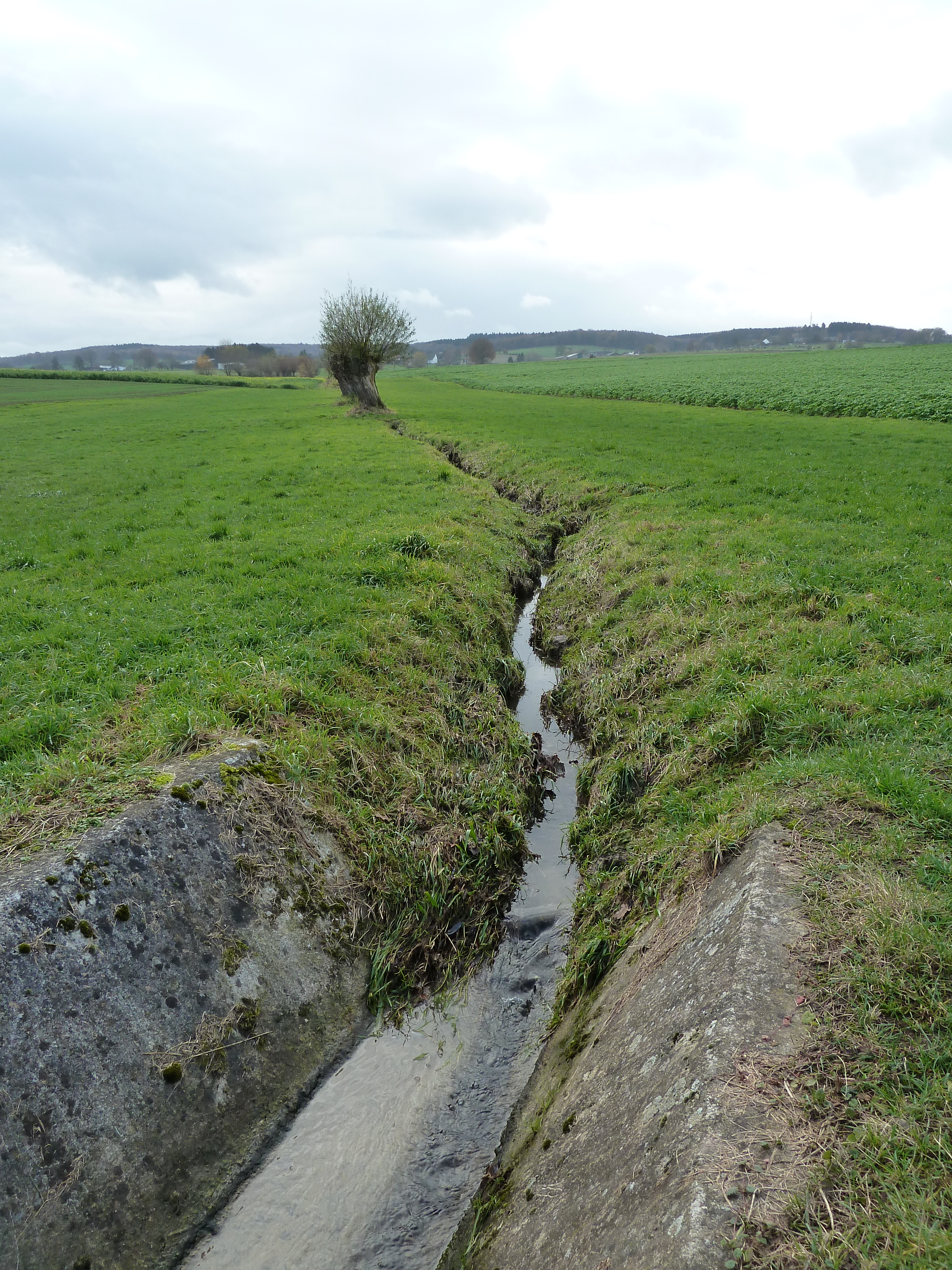
De Harleserbeek kruist de Oude Trichterweg, stroomopwaarts gezien

De Harleserbeek is een beek in Nederlands Zuid-Limburg. Aan de voet van de Vijlenerbossen in de nabijheid ten zuiden van de buurtschap Harles ontspringt ze in de graslanden om na een paar kilometer uit te monden in de Selzerbeek ten noordwesten van het dorp Lemiers. De beek stroomt in noordoostelijke richting.
Minder dan een kilometer ten zuidoosten van de beek stroomt ongeveer evenwijdig de Hermansbeek. Ten westen ligt een hoge heuvelrug (inclusief de Vijlenberg) met daarop de Rugweg die Vijlen verbindt met de Vijlenerbossen. 
Aan de noordkant van de weg in Harles staat gemetselde pilaar met daaraan een waterpomp nabij de plaats waar de Harleserbeek onder de weg doorgaat. 

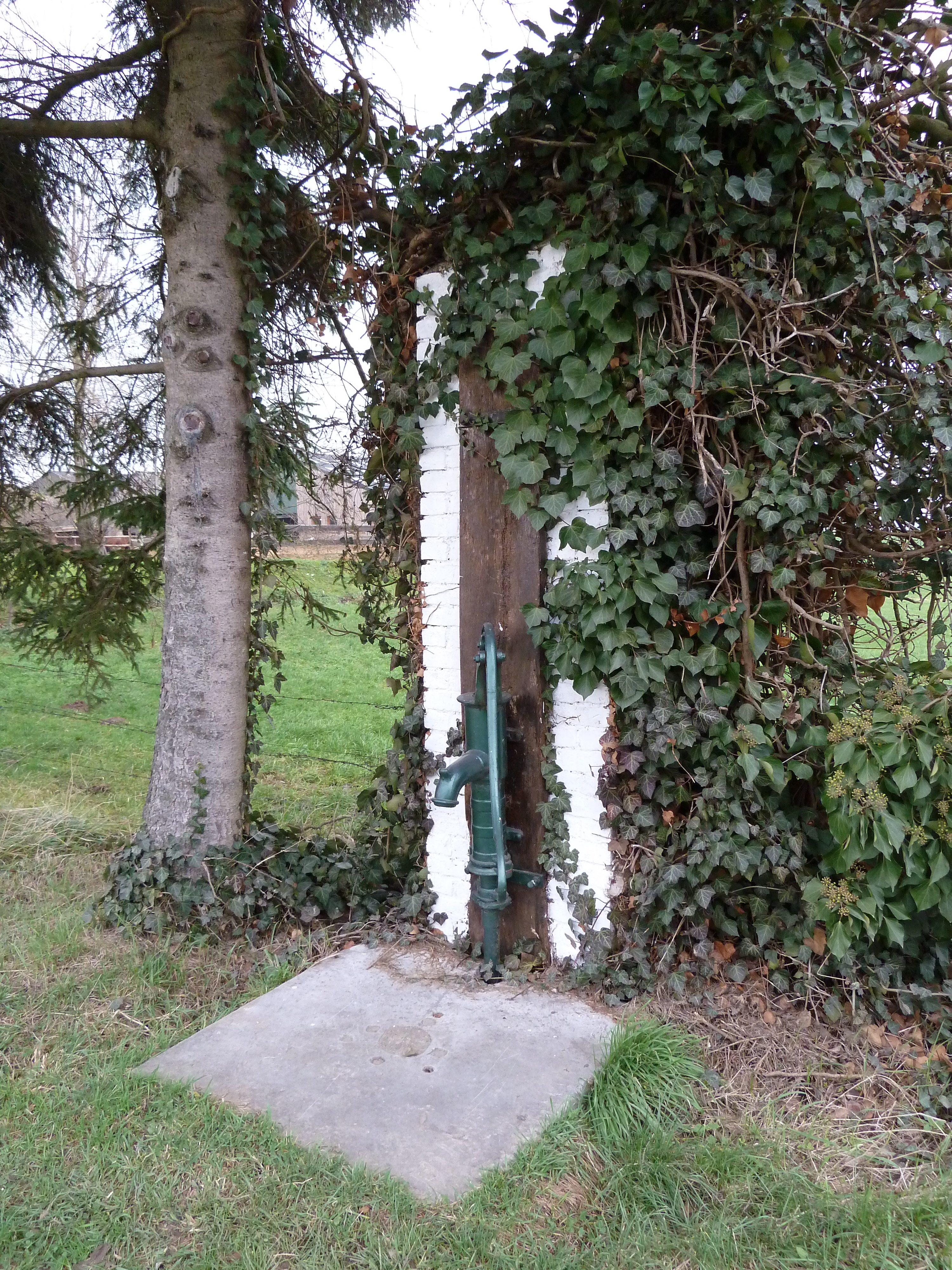
Waterpomp